# Eva Rivas
Eva Rivas (armenisch Եվա Ռիվաս, russisch Ева Ривас; * 13. Juli 1987 in Rostow am Don; eigentlich Walerija Alexandrowna Reschetnikowa-Zaturjan, armenisch Վալերիա Ռուստետնիկովա-Ծատուրյան, russisch Валерия Александровна Решетникова-Цатурян) ist eine russisch-armenische Sängerin. Sie vertrat Armenien beim Eurovision Song Contest 2010 in Oslo mit dem Song Apricot Stone.

## Biografie
Eva Rivas wurde 1987 als Walerija Reschetnikowa-Zaturjan (russisch Валерия Решетникова-Цатурян) in der Sowjetunion geboren. Ihr Vater hat russische, armenische und griechische Vorfahren. Ihre Mutter stammt aus Armenien. Ihre musikalische Ausbildung begann sie in der Grundschule, wo sie Mitglied des armenischen Chors war. Im Jahr 1996 trat sie dem in ihrer Heimatstadt ansässigen armenischen Kinderchor Arewik bei, dem sie bis 2004 angehören sollte. Während dieser Zeit interpretierte sie als Chormitglied sowohl russische als auch fremdsprachige Stücke verschiedener Genres und trat auch als Solokünstlerin in Erscheinung. Mit dem Ensemble gewann sie mehrere nationale Auszeichnungen in Russland und arbeitete mit dem Sänger Arame zusammen. Ebenso hatte sie als Solo-Sängerin Erfolg. Im Jahr 1997 gewann Rivas den Jugendwettbewerb Scarlet Flower, zwei Jahre später bei den russischen Delphi-Spielen in Saratow zwei Silbermedaillen, wo sie ein armenisches Lied der Künstlerin Rosi Armen vortrug.
Parallel zu ihrer Gesangskarriere ließ sich die über 1,90 m große Eva Rivas im Jahr 2003 als Model ausbilden. Gleichzeitig nahm sie mit Erfolg an mehreren regionalen Schönheitswettbewerben teil und schrieb sich ein Jahr später an der Südlichen Föderalen Universität von Rostow am Don für die Fächer Wirtschaft und Internationale Beziehungen ein. 2005 gewann Rivas die Titel einer Vize-Miss-Kaukasus und der Goldenen Stimme von Rostow. Im selben Jahr konnte die 17-Jährige den Musikwettbewerb Armenian Song of the Year und den des russischen Festivals Pjatj Swjosd in Sotschi für sich entscheiden und zog nach Moskau. Daraufhin wurde der Produzent Valeriy Saharyan auf Rivas aufmerksam, der sie seit Dezember 2008 mit seiner Firma Armenian Production betreut.
2009 präsentierte Rivas während des Wettbewerbs Taschir mit Tamam Aschkharh ein Werk des armenischen Sängers und Dichters Sayat Nova (1722–1795). Im selben Jahr folgte ein Musikvideo, in dem sie das Lied interpretierte. 2010 nahm Rivas das erste Mal am armenischen Vorentscheid zum Eurovision Song Contest (ESC) teil. Mit dem von Armen Martirosyan und Karen Kavaleryan (unter anderem Texter der ESC-Beiträge von Dima Bilan, Dmitry Kaldun und Ani Lorak) komponierten englischsprachigen Popsong Apricot Stone gewann sie Mitte Februar den Wettbewerb gegen acht Konkurrenten. Damit vertrat Rivas Armenien beim 55. Eurovision Song Contest am 27. Mai 2010 in Oslo im zweiten Halbfinale. Sie schaffte den Einzug in das zwei Tage später stattfindende Finale, wo sie den siebten Platz belegte. Von internationalen Buchmachern war Rivas als Mitfavoritin auf den Sieg gehandelt worden.